# Shadows and Sunshine
Shadows and Sunshine er en amerikansk stumfilm fra 1916 af Henry King.

## Medvirkende
- Marie Osborne som Mary.
- Leon Pardue om Shadows.
- Lucy Payton.
- Daniel Gilfether som Gilbert Jackson.
- Mollie McConnell som Amelia Jackson.